# Charles Louis Saulx de Rosnevet
Charles Louis Saulx de Rosnevet est un officier de marine français né vers 1734, décédé le 20 décembre 1776 à Port-au-Prince (Haïti).